# Martensopoda minuscula
Martensopoda minuscula är en spindelart som först beskrevs av Eduard Reimoser 1934.  Martensopoda minuscula ingår i släktet Martensopoda och familjen jättekrabbspindlar. Inga underarter finns listade i Catalogue of Life.